# Bubo poensis
El búho de Guinea, también conocido como búho Nduk o búho de Fraser (Bubo poensis o Ketupa poensis), es una especie de búho de la familia Strigidae procedente del África ecuatorial y pequeños enclaves de Tanzania.

## Taxonomía
Fue descrito por el zoólogo británico Louis Fraser, al cual debe su nombre, en 1.853. Durante décadas la subespecie vosseleri fue considerada una especie completamente distinta teniendo en cuenta su aislamiento geográfico respecto al búho de Guinea y diferencias vocales, en tamaño y plumaje. Sin embargo, estudios recientes han demostrado que estas diferencias son mínimas y por lo tanto se han colocado ambos búhos dentro de la misma especie. Por lo tanto, se reconocen dos subespecies:
- B. p. poensis (Fraser, 1853) Búho de Guinea - desde Sierra Leona hasta el oeste llegando a Uganda bajando a través de la cuenca del Río Congo hasta República Democrática del Congo y en norte de Angola. Incluye también la isla de Bioko.
- B. p. vosseleri (Reichenow, 1908) Búho de Usambara - montañas Usambara, Uluguru y Udzungwa en el noreste de Tanzania.

En esta página se analizará la subespecie nominal, dejando su propia página para la subespecie vosseleri.

## Descripción
El búho de Guinea es una especie relativamente pequeña de búho real con penachos emplumados en forma de orejas en la cabeza y un disco facial de color castaño claro con un borde oscuro distintivo. La parte dorsal es de color castaño rojizo con barras más oscuras. Las plumas de alas y cola tienen estrechas barras claras y oscuras. El pecho y el cuello son de color rojizo pálido, tonos que se van blanqueando hacia el vientre donde se forman vermiculaciones (rayas onduladas) de color pardo. La punta de las plumas del pecho son de color oscuro lo que da la sensación de que tiene el pecho salpicado de manchas. Tiene los ojos marrón oscuro y los párpados azul claro. El pico es gris azulado. Posee un longitud media de 39–48 cm; y un peso entre 575 g y 1kg, siendo las hembras más grandes que los machos. 

## Distribución y hábitat
Se encuentra extendido por el África ecuatorial, desde Sierra Leona al este pasando por el golfo de Guinea (salvo en el Corredor Togo-Dahomey) y llegando hacia el oeste hasta Uganda, y hacia el sur alcanzando el norte de Angola. Habita bosques tropicales hasta los 1600 metros de elevación. Evita las profundidades del bosque y prefiere vivir en las lindes del mismo y cerca de los claros.

## Comportamiento
Como la mayoría de los búhos, el búho de Guinea es un ave nocturna, que se posa durante el día oculto entre las ramas de los árboles, hasta unos 40 m sobre el suelo. El sitio de descanso a menudo está ubicado cerca de las pequeñas aves diurnas que son presa del búho. Al crepúsculo estas aves se activan y salen a cazar. Su principal presa son pequeños mamíferos, como ratones, ardillas y galagos, y también captura pájaros, ranas, reptiles, insectos y otros artrópodos, además de alimentarse ocasionalmente de frutas. La caza la realiza desde una percha desde donde se lanza a por sus presas.
Los hábitos reproductivos del búho de Guinea son poco conocidos. Se cree que se reproducen todo el año variando la temporada de cría según la zona. Anida en hondonadas en el suelo escondidas bajo saliente de roca o bajo arbustos, aunque hay indicios de que también puede anidar en huecos amplios en el tronco de los árboles. Pone un solo huevo que incuba la madre con ayuda ocasional del padre. Las crías dependerán de sus padres bastante tiempo y conservan su plumaje juvenil durante aproximadamente un año. 

## Conservación
Catalogada de preocupación menor por la UICN debido a la gran extensión de su área de distribución. Sin embargo, las poblaciones se encuentran en declive y la fragmentación y deterioro de su hábitat suponen un peligro para su supervivencia.